# Prawo nieodpowiednie
Prawo nieodpowiednie (ius non responsivum) – przywilej polskiego rycerstwa i możnych, następnie szlachty, dzięki któremu nie podlegała sądownictwu kasztelańskiemu, lecz bezpośrednio sądowi monarszemu in curia. Początkowo (od połowy XIII wieku) spod władzy sądowej kasztelana wyjęci byli tylko możnowładcy. W początkach XIV wieku prawo nieodpowiednie rozciągnięto na ogół rycerstwa, co było wyrazem tworzenia się jednolitego stanu szlacheckiego.